# .tg
.tg è il dominio di primo livello nazionale assegnato al Togo.